# Cellio con Breia
Cellio con Breia ist eine  italienische Gemeinde (comune) in der Provinz Vercelli, Region Piemont.

## Lage und Einwohner
Cellio con Breia liegt 65 km nördlich von Vercelli auf einer Höhe von 685 m über dem Meeresspiegel im unteren Valsesia. Das Gemeindegebiet umfasst eine Fläche von 17,28 Quadratkilometer und hat 937 Einwohner (Stand: 31. Dezember 2023). Die Gemeinde wurde zum 1. Januar 2018 aus den damals eigenständigen Kommunen Cellio und Breia gebildet. 
Die Nachbargemeinden sind Borgosesia, Madonna del Sasso (VB), Quarona, Valduggia, Varallo.

## Sehenswürdigkeiten
- Laurentiuskirche in Cellio aus dem 16./17. Jahrhundert
- Johannes-der-Täufer-Kirche in Breia aus dem 16. Jahrhundert, im Kern Kapelle aus dem 12. Jahrhundert
- Markuskirche in Cellio
- Gotthardkirche in Cadarafagno
- Campanile von Breia

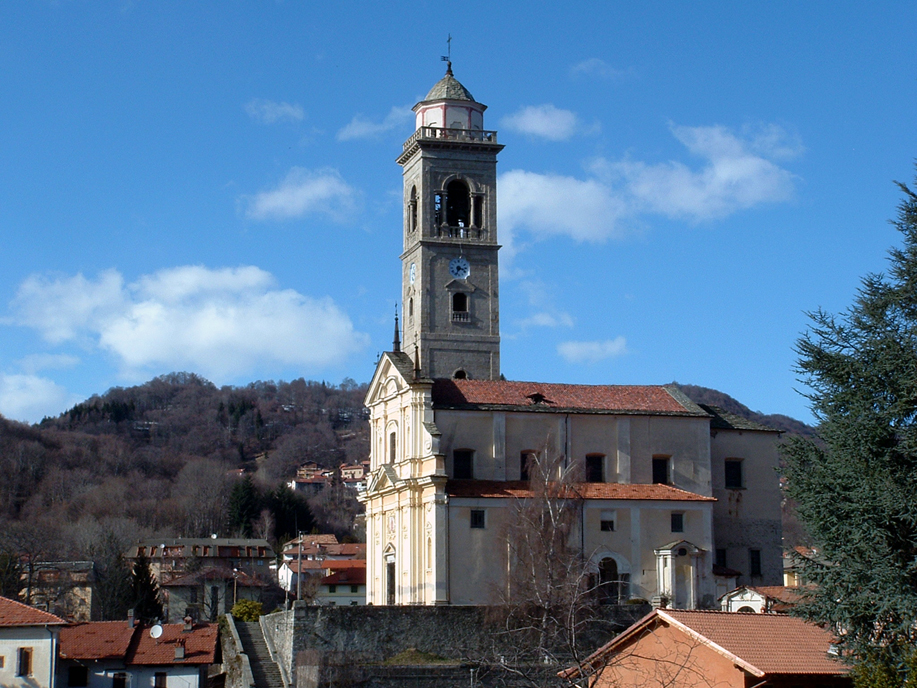
Laurentiuskirche
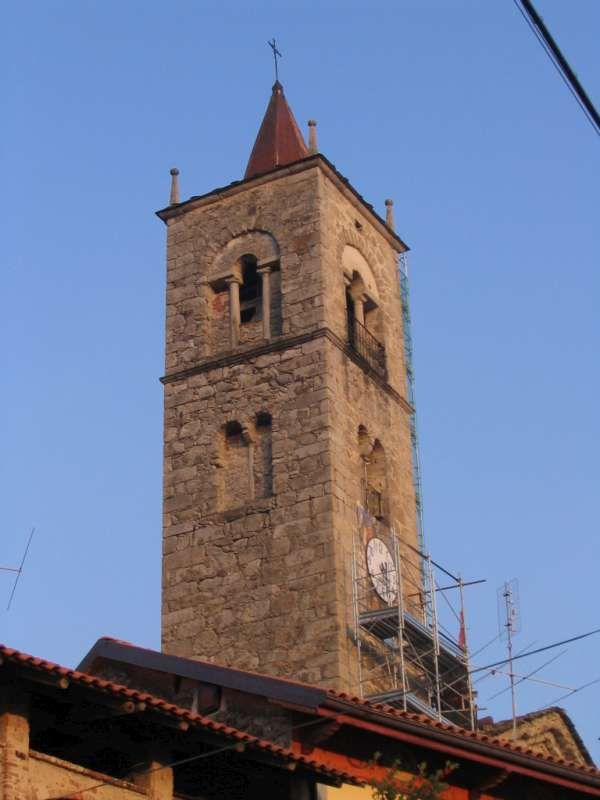
Campanile von Breia
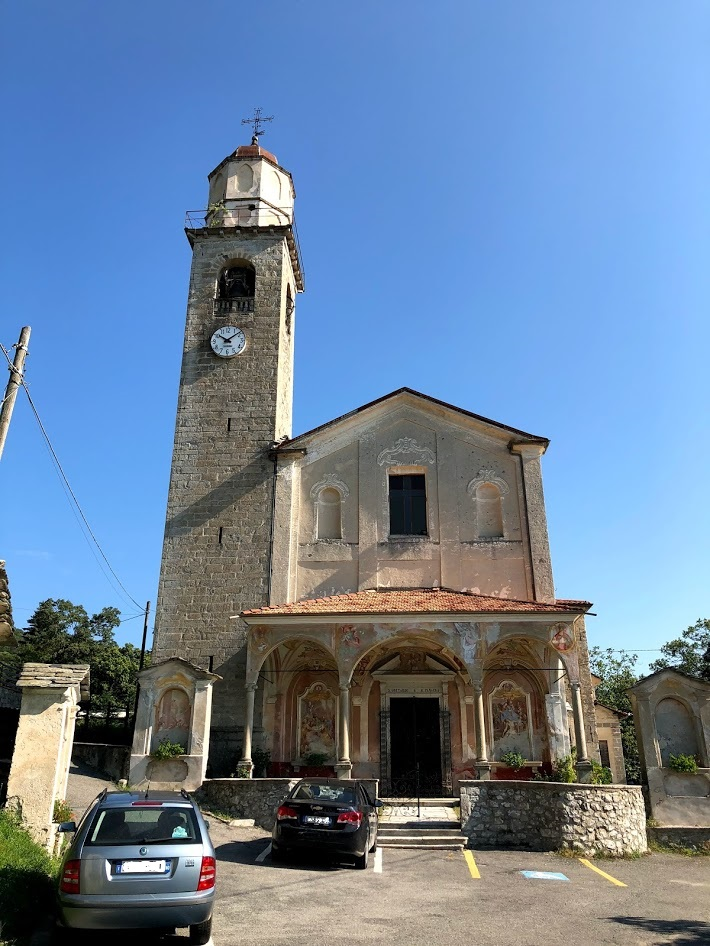
Kirche Sankt Gotthard